# Lagoa dos Patos (Minas Gerais)
Lagoa dos Patos is een gemeente in de Braziliaanse deelstaat Minas Gerais. De gemeente telt 4.596 inwoners (schatting 2009).

## Aangrenzende gemeenten
De gemeente grenst aan Buritizeiro, Coração de Jesus, Ibiaí, Jequitaí en Várzea da Palma.